# 김미영 (1955년)
김미영(1955년 ~ )은 대한민국의 공무원이다. 9급 공채에 합격한 뒤 고성군 부군수, 강원도 부지사를 역임했다.

## 경력
- 1974년 9급 공채 행정직 합격
- 1974년 10월 15일 강원도 원성군 부론면사무소 서기
- 강원도 보건소
- 강원도공무원교육원
- 강원도청 공보관
- 강원도여성회관
- 1998년 강원도청 여성정책실 홍보교육담당관
- 2000년 4월 지방행정사무관
- 강원도청 보건복지여성국 여성아동담당, 여성가족담당
- 2007년 7월 지방행정서기관
- 강원도청 보건복지여성국 여성가족과장
- 강원도청 기업지원국 기업지원과장
- 강원도청 공보담당관실
- 2002년 ~ 강원도청 여성가족연구원장
- 2012년 강원도 고성군 부군수
- 2013년 7월 지방이사관, 강원도청 보건복지여성국장
- 2014년 6월 24일 명예퇴직
- 강원도 경제부지사
- 강원도지사 특별보좌관(일자리담당)[1]

## 수상 경력
- 2001년 대통령 표창
- 2007년 근정포장

## 가족 관계
- 남편 : 이창호
- 2녀1남